# Parafia Najświętszej Eucharystii w Łodzi
Parafia Najświętszej Eucharystii w Łodzi – rzymskokatolicka parafia położona w zachodniej części Łodzi na osiedlu Retkinia, wchodząca w skład dekanatu Łódź-Retkinia-Ruda archidiecezji łódzkiej.
Parafia została erygowana 13 czerwca 1987 przez biskupa Władysława Ziółka, ordynariusza archidiecezji łódzkiej.
Parafia powstała poprzez wydzielenie części obszaru parafii Najświętszego Serca Jezusowego. Jej powstanie zbiegło się w czasie z wizytą w Łodzi papieża Jana Pawła II. Obecnie obejmuje ona fragment osiedla Retkinia-Balonowa, a także osiedla Smulsko i Lublinek.
Nabożeństwa odbywały się początkowo w tymczasowej kaplicy, obecnie zaś w kościele postawionym  w 1999 roku. Nowo postawiona część kościoła została pokryta dachem i wstawiono witraż pomiędzy dwie części dachu. 13 czerwca 2007, w dwudziestą rocznicę powstania parafii arcybiskup Władysław Ziółek dokonał poświęcenia nowej części kościoła.
Z parafii pochodzą księża: Adam Pieńkowski, Stanisław Kotowski, Przemysław Szewczyk i Piotr Stępień oraz zakonnik Mateusz Przanowski OP. 
Przy parafii działają grupy młodzieżowe: ewangelizacyjna Wspólnota Emmanuel oraz Wspólnota Serca Jezusa.

## Proboszczowie
- ks. kan. Bohdan Papiernik (1987–2009)
- ks. kan. Andrzej Ścieszko (2009–2023)
- ks. kan. Paweł Bogusz (od 2023)